# Futbol Club Barcelona hockey sobre patines 1950
Questa voce raccoglie le informazioni riguardanti il Futbol Club Barcelona hockey sobre patines nelle competizioni ufficiali della stagione 1950.

## Rosa 1950

### Giocatori
| N° | Naz.              | Ruolo | Sportivo                    | Anno | Alt. | Peso |
| -- | ----------------- | ----- | --------------------------- | ---- | ---- | ---- |
|    | Spagna (bandiera) | P     | Molina                      |      |      |      |
|    | Spagna (bandiera) | E     | Ignacio Carbonell           |      |      |      |
|    | Spagna (bandiera) | E     | Josep Maria Prieto Pueyo    | 1924 |      |      |
|    | Spagna (bandiera) | E     | Felip Rovira Luitz          |      |      |      |
|    | Spagna (bandiera) | E     | August Serra Mustich        | 1920 |      |      |
|    | Spagna (bandiera) | E     | Francisco Valsecchi Almagro | 1920 |      |      |

### Staff
- 1º Allenatore:
- 2º Allenatore:
- Meccanico: